# Anvers (Métro Paris)

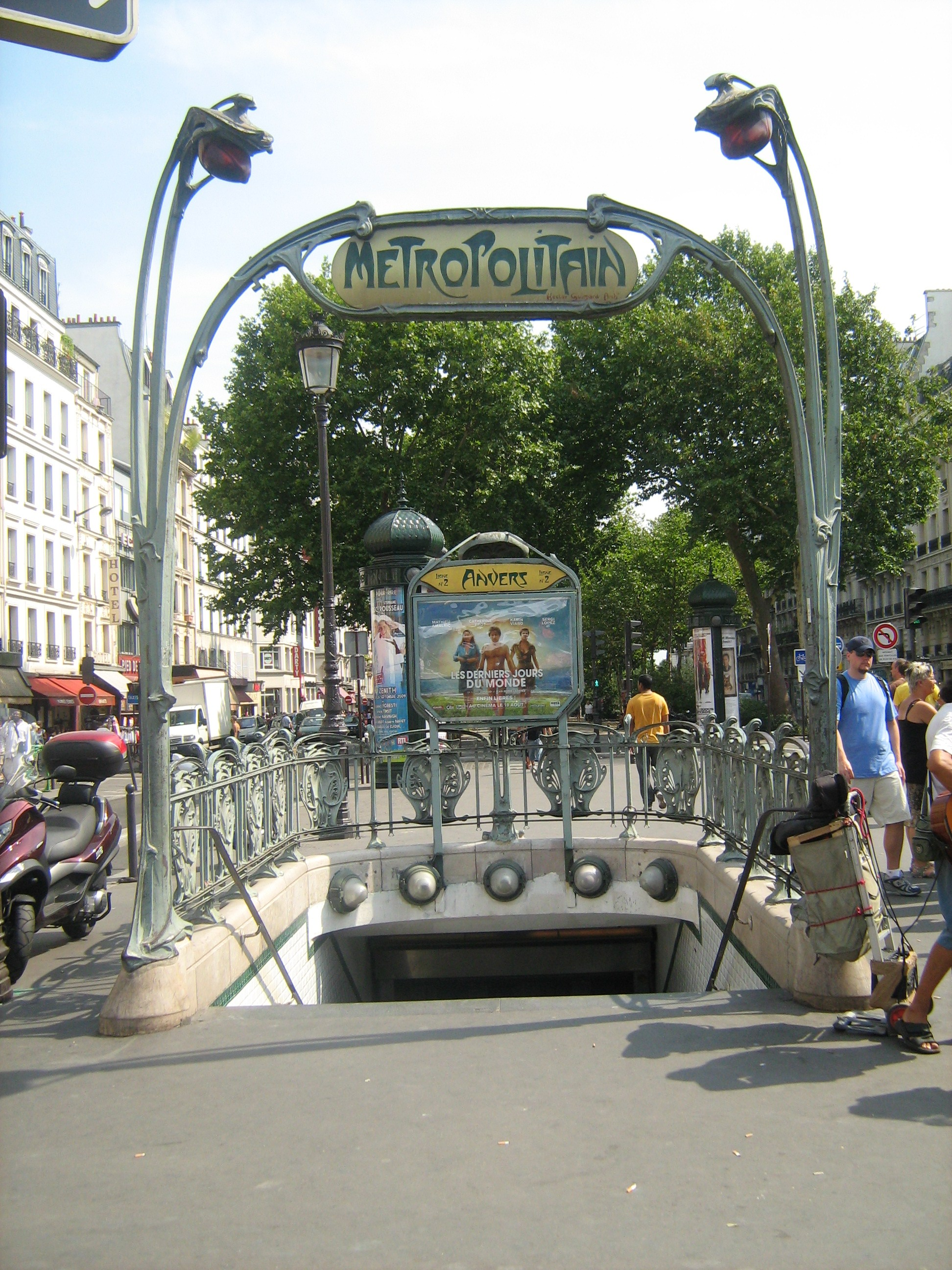
Von Hector Guimard gestalteter einziger Zugang

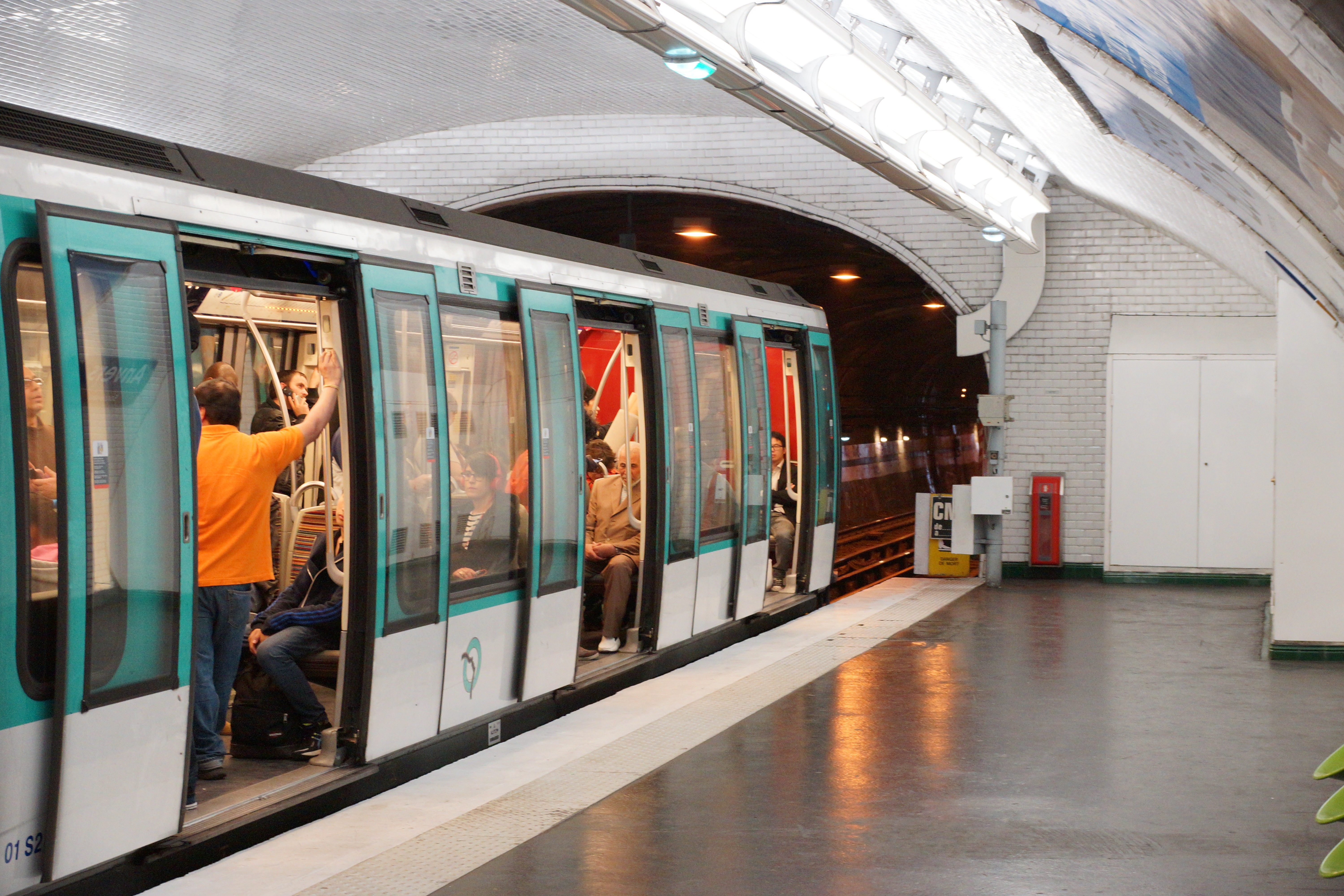
MF-01-Zug beim Halt in der Station

Der U-Bahnhof Anvers [ɑ̃vɛʁs] ist eine unterirdische Station der Linie 2 der Pariser Métro.

## Lage
Die Station befindet sich an der Grenze des Quartier de Rochechouart im 9. Arrondissement mit dem Quartier de Clignancourt des 18. Arrondissements von Paris. Sie liegt längs unter dem Boulevard de Rochechouart in Höhe de Platzes Square d’Anvers.

## Name
Der Square d’Anvers, ein langgezogener Platz, an dessen Nordseite sich die Station befindet, gab ihr den Namen. Er bezieht sich auf die belgische Stadt Antwerpen (französisch: Anvers), wo französische Truppen 1832 die Niederländer während der Belagerung von Antwerpen besiegten. Am 1. April 2016 hieß die Station kurzzeitig „sɹǝʌuɐ“ (Anvers à l’envers – Anvers, umgekehrt geschrieben, ein Aprilscherz der RATP).

## Geschichte und Beschreibung
Am 7. Oktober 1902 wurde die Station in Betrieb genommen, als die erste Verlängerung der Linie 2 Nord von Étoile (seit 1970: Charles de Gaulle – Étoile) nach Anvers eröffnet wurde. Länger als ein Jahr war sie der östliche Endpunkt der Linie. Anders als bis dahin bei der Metro praktiziert, mussten die Züge in der Station „kopfmachen“, da sie als Provisorium keine Wendeschleife erhielt. Am 31. Januar 1903 wurde die Strecke bis zur Station Bagnolet (seit 1970: Alexandre Dumas) verlängert. Der Zusatz „Nord“ entfiel am 14. Oktober 1907, die Linie trägt seitdem nur noch die Nummer 2.
Die 75 m lange Station liegt unter einem elliptischen Gewölbe in geringer Tiefe unter dem Straßenniveau. Sie weist zwei Seitenbahnsteige an zwei Streckengleisen auf. Die Decke und die Wände sind weiß gefliest, die Seitenwände folgen der Krümmung der Ellipse. Östlich schließt sich eine Rampe an, die zur folgenden Hochbahnstation Barbès – Rochechouart führt.
Der Zugang ist weitgehend im Original erhalten und steht unter Denkmalschutz. Hector Guimard gestaltete ihn 1900 im Stil des Art Nouveau.

## Fahrzeuge
Zunächst hatten auf der Linie 2 Nord Züge verkehrt, die aus zweiachsigen Fahrzeugen gebildet wurden. Von 1914 bis 1981 wurde die Linie 2 von Zügen der Bauart Sprague-Thomson befahren. Da sie mittelfristig nicht auf gummibereifte Fahrzeuge umgestellt werden sollte, kam ab 1979 die Baureihe MF 67 auf die Strecke, die ihre Vorgänger innerhalb von zwei Jahren vollständig ablöste. Seit 2008 kommen Serienfahrzeuge der Baureihe MF 01, mittlerweile ausschließlich, in der Station der Linie 2 zum Einsatz.

## Umgebung

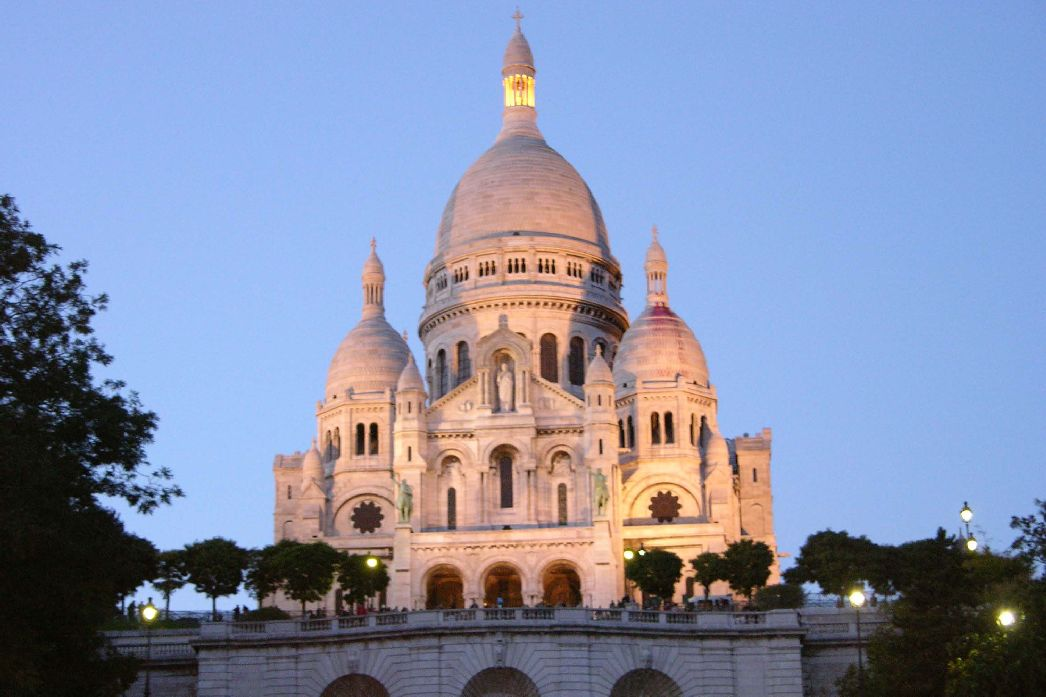
Basilique du Sacré-Cœur in der Abenddämmerung

Für Touristen ist Anvers die nächstgelegene Métrostation für einen Besuch der Basilika Sacré-Cœur auf dem Montmartre. Die Talstation der Standseilbahn Montmartre liegt in zu Fuß gut erreichbarer
Entfernung.